# 天主教圣费尔南多德拉乌尼翁教区
天主教圣费尔南多德拉乌尼翁教区 （拉丁語：Dioecesis Ferdinandopolitana ab Unione）是菲律賓一個羅馬天主教教區，屬天主教仁牙因-达古潘总教区。轄區包括拉乌尼翁省。
2006年有教友582,238人、27個堂區、43名司鐸。教區主教席位在原主教阿特米奧‧里列拉2011年11月13日逝世後懸空。
1970年1月19日升為教區。